# مسده
مِسِده، روستایی است از توابع بخش مرکزی شهرستان چالوس در استان مازندران ایران.
مسده در مجاورت شهر نمک آبرود قرار دارد.

## جمعیت
این روستا در دهستان کلارستاق غربی قرار دارد و براساس سرشماری مرکز آمار ایران در سال ۱۳۸۵، جمعیت آن ۸۴۱ نفر (۲۲۲خانوار) بوده‌است. مردم مسده از قومیت طبری هستند. مردم مسده به زبان طبری با گویش چالوسی سخن می‌گویند.